# Hirtzbach
Hirtzbach là một xã ở tỉnh Haut-Rhin trong vùng Grand Est ở đông bắc Pháp. Xã này có diện tích 13,91 km², dân số năm 1999 là 1270 người. Khu vực này có độ cao mét trên mực nước biển.